# جون إيفانسون
جون إيفانسون (بالإنجليزية: John Evanson)‏ (10 مايو 1947 في المملكة المتحدة - ) هو لاعب كرة قدم بريطاني في مركز الوسط. لعب مع أكسفورد يونايتد ونادي بلاكبول ونادي بورنموث ونادي فولهام وميامي طوروز ‏ ونادي بول تاون.

## وصلات خارجية
- جون إيفانسون على موقع قاعدة بيانات كرة القدم.إي يو (الإنجليزية)